# Risate in paradiso
Risate in paradiso è un film britannico del 1951, diretto da Mario Zampi. È famoso per essere uno dei primi film interpretati dall'attrice Audrey Hepburn, che qui partecipa in un piccolo ruolo, come venditrice di sigarette. Presentato alla Mostra di Venezia 1951.

## Trama
Un milionario lascia in eredità, dopo la sua morte, 50.000 sterline a ciascuno dei suoi parenti. Ma nel testamento egli precisa che, per ricevere il denaro, essi devono compiere una precisa azione, decisa dal milionario, completamente contraria al loro carattere e al loro stile di vita. Mentre i quattro fanno il possibile per seguire le bizzarre indicazioni del defunto parente, si accorgono che proprio facendo quel che meno avrebbero pensato di fare, la loro vita è diventata più interessante. Alla fine, l'eredità, si rivelerà non esistere affatto.